# Buddhism i Schweiz

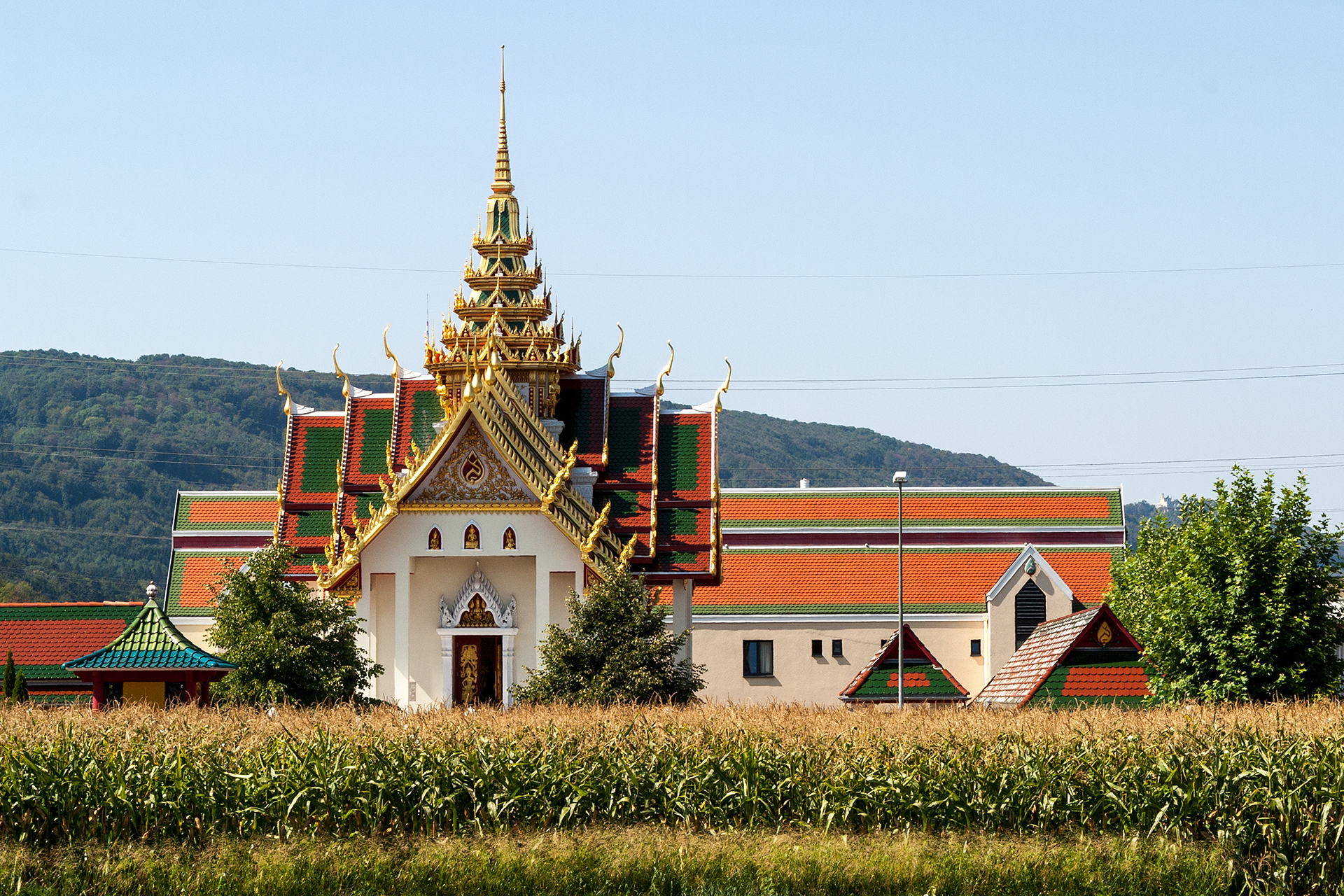
Wat Srinagarindravararam-templet i Gretzenbach år 2003.

Buddhism är en minoritetsreligion i Schweiz. Cirka 0,3 procent av befolkningen hör till religionen år 2015. Nästan en tredjedel av buddhisterna i Schweiz är födda i Thailand. Antalet buddhister är cirka 37 000. Landets grundlag garanterar religionsfrihet men alla kantoner förutom Genève och Neuchâtel har erkänt kristendomen som statsreligion.
Den största riktningen är theravada med cirka 2 100 medlemmar; näst största är vajrayana med 1 800 medlemmar. Andra riktningar och skolor representeras av bland annat zen och andra mahayanaskolor.
Schweiziska buddhistiska unionen grundades år 1978 och den är paraplyorganisation för andra lokala trossamfund och organisationer i landet. Den hör också till Europeiska Buddhistiska Unionen..
År 2018 öppnades den första buddhistiska gravplatsen i Bern.